# Komisija za nadzor proračuna in drugih javnih financ Državnega zbora Republike Slovenije
Komisija za nadzor proračuna in drugih javnih financ je stalna komisija Državnega zbora Republike Slovenije.

## Delovanje
Delovanje komisije je določeno v Poslovniku državnega zbora:
Komisija za nadzor proračuna in drugih javnih financ:
- nadzoruje izvrševanje državnega proračuna ter finančnih načrtov Zavoda za pokojninsko in invalidsko zavarovanje Slovenije, Zavoda za zdravstveno zavarovanje Slovenije in javnega zavoda Radiotelevizija Slovenija z vidika zakonitosti, namenskosti in racionalnosti porabe ter pravilnosti njihovih finančnih izkazov na podlagi poročil računskega sodišča;
- spremlja izvrševanje proračunov lokalnih skupnosti, ki prejemajo finančna sredstva za izravnavo, in nadzoruje namensko porabo sredstev, prejetih iz državnega proračuna;
- nadzoruje izvrševanje finančnih načrtov in pravilnost finančnih izkazov javnih skladov, javnih podjetij in zavodov, katerih ustanovitelj je Republika Slovenija;
- obravnava predloge zakonov, druge akte ter vprašanja, ki se nanašajo na nadziranje izvrševanja državnega proračuna in drugih javnih financ ter na delovanje organov, ki ta nadzor opravljajo;
- poroča državnemu zboru o nadzorstvu, ki ga opravlja, in mu predlaga potrebne ukrepe.— 39. člen

## Sestava
3. državni zbor Republike Slovenije
- izvoljena: 21. december 2000
- predsednik: Andrej Bajuk (od 27. marca 2001)
- podpredsednik: Peter Levič
- člani: Zoran Gračner, Branko Kelemina, Jože Tanko, Leopold Grošelj, Jurij Malovrh, Ivan Kebrič, Bogdan Barovič

4. državni zbor Republike Slovenije
- izvoljena: ?
- predsednik: Milan M. Cvikl
- podpredsednik: Breda Pečan
- člani: Zvonko Černač, Kristijan Janc, Ciril Testen, Vili Trofenik, Rudi Veršnik